# 川内野三郎
川内野 三郎（かわちの さぶろう、1939年10月 - 2021年4月24日）は、日本のアメリカ文学者。成蹊大学名誉教授。専門は、アメリカ南部文学・アメリカ黒人文学。

## 来歴
- 東京都立上野高等学校、東京教育大学を経て、1968年（昭和43年）、東京大学大学院人文科学研究科英語英文学専攻修士課程修了（文学修士）。

同年4月、成蹊大学文学部講師。助教授、教授を務めた。
- 2006年（平成18年）退職、名誉教授の称号を受ける。